# Nugzar Asatiani
Nugzar Asatiani (in georgiano ნუგზარ ასათიანი?, in russo Нугзар Платонович Асатиани?, Nugzar Platonovič Asatiani; Kutaisi, 16 luglio 1937 – Tbilisi, 2 aprile 1992) è stato uno schermidore sovietico, specialista della sciabola, vincitore di una medaglia d'oro nella scherma ai Giochi olimpici.